# Citadella-kristálybarlang
A Citadella-kristálybarlang Magyarország fokozottan védett barlangjai közül az egyik. Budapest I. kerületében található. A Gellért-hegy második leghosszabb barlangja a Gellérthegyi-barlang után.

## Leírás
A Gellért-hegyen, a Gellérthegy városrészben található Bérc utca 4/a. számú ház telkén van a bejárata. Budai márgában alakult ki. Ez az első nagyméretű barlang Magyarországon, amelyik teljesen ebben a kőzetben keletkezett. A barlang két részre osztható, egy három teremmel jellemezhető és tág felső részre és egy majdnem függőleges és szűk aknasorból álló alsó részre.
Képződményei között megtalálhatók a korallszerű borsókövek, különböző oldásformák (gömbfülkék, hévforráscső), cseppkőlefolyás, egy majdnem 1 m magas sárkányfej alakú cseppkő, hófehér, vöröses, lilás, rózsaszínes gipszkéreg, több cm-es gipszvirágok, gipszrózsák, görbe, tekeredő gipszkígyók, majdnem észrevehetetlenül vékony, sokszor több mint 10 cm hosszú gipsz kristályszálak és az ezekből álló vattaszerű halmazok, gipszgömb, hófehér aragonit tűkristályokból álló félgömbök, aragonit tűpárnák, barlangi perem, kalcit karácsonyfák, amelyek közül a legmagasabb 30–40 cm magas. Előfordul benne huntit (Magyarországon csak négy olyan barlang van, ahonnan kimutatták), kaolinit, halloysit?, kvarc és dolomit is. Falai sötétbarna, rózsaszínes-lilás, vörös, fekete, hófehér és vajsárga színűek.
A barlang kora feltételezhetően félmillió év körül lehet. A barlang száraz, hőmérséklete a hazai barlangi átlagnál sokkal magasabb. 2007. április 12-én mélypontján 18,2 °C-ot mértek. Legmélyebb pontja kb. 65 m-rel van a hévforrások szintje felett. A magánterületen nyíló, lezárt barlang csak a Duna–Ipoly Nemzeti Park Igazgatóság engedélyével, kutatási céllal, tiszta ruhában és elektromos lámpa használatával látogatható.
Előfordul irodalmában Citadella-barlang (Leél-Őssy, Leél-Őssy, Adamkó 2007) néven is.

## Kutatástörténet
2006 decemberében értesült a Magyar Karszt- és Barlangkutató Társulat arról, hogy a Gellért-hegy tetején egy ház alapozása során kis barlangüreget tárt fel a markológép. 2007. január 9-én a Rózsadombi Kinizsi Barlangkutató és Hegymászó Sportegyesület tagjai, akiket Leél-Őssy Szabolcs és Adamkó Péter vezettek, kezdték el a barlang feltárását. A táguló, kb. 4 m hosszú bejárati hasadékból sikerült bejutniuk egy terembe. A barlang felfedezői Adamkó Péter, Barcza Farkas, Barcza Márton, Gerencsér Gabriella, Kertész Balázs, Leél-Őssy Csaba, Leél-Őssy Szabolcs és Leél-Őssy Zsolt.
Az ezt követő napokban folyamatosan dolgoztak új járatok felfedezésén a kutatók, majd 2007. január 17-én Borka Pál, Nyerges Attila és Regős Bálint felmérték a barlangot. A felmérés felhasználásával elkészült a barlang alaprajz térképe, hosszmetszet térképe és keresztmetszet térképe. A felmérés szerint a barlang hossza 60,1 m, mélysége pedig 17,6 m. 2007. január 21-én egy bonyolult zárszerkezetű páncélajtót szereltek fel a barlang bejáratára a Duna–Ipoly Nemzeti Park megbízásából a barlang és képződményeinek védelme érdekében. A felfedezés utáni ilyen gyors barlanglezárás példa nélküli volt a magyar barlangkutatás történetében. 2007-ben az ingatlan tulajdonosa építési törmelékkel tömte el a barlang bejáratát és a barlang megközelíthetetlen lett. Az eset miatt kirobbant sajtóbotrány bejárta a magyar médiát és még abban az évben megint látogatható lett a barlang. 2008. június 27-től a környezetvédelmi és vízügyi miniszter 18/2008. (VI. 19.) KvVM rendelete értelmében a Citadella-kristálybarlang fokozottan védett barlang. Fokozottan védett barlang érintetlen és látványos ásványképződményei miatt lett.
A 2009. évi Földtani Közlönyben megjelent tanulmány szerint a barlangban található lemezes kalcit 195 000 (+11 000, –10 000) éves uránsoros kormeghatározás alapján. 2013. július 19-től a vidékfejlesztési miniszter 58/2013. (VII. 11.) VM rendelete szerint a Citadella-kristálybarlang (Budai-hegység, Duna–Ipoly Nemzeti Park Igazgatóság működési területe) az igazgatóság hozzájárulásával látogatható. 2015. november 3-tól a földművelésügyi miniszter 66/2015. (X. 26.) FM rendelete szerint a Citadella-kristálybarlang (Budai-hegység) fokozottan védett barlang. 2021. május 10-től az agrárminiszter 17/2021. (IV. 9.) AM rendelete szerint a Citadella-kristálybarlang (Budai-hegység, Duna–Ipoly Nemzeti Park Igazgatóság működési területe) az igazgatóság engedélyével látogatható. A 13/1998. (V. 6.) KTM rendelet egyidejűleg hatályát veszti.